# Аделхайд фон Вианден (1376)
Вижте пояснителната страница за други личности с името Аделхайд фон Вианден.
Аделхайд фон Вианден (на немски: Adelheid von Vianden; * 1309, † 30 септември 1376) от Графство Вианден, е чрез женитба графиня на Насау-Диленбург.

## Произход
Тя е дъщеря на граф Филип II фон Вианден († 1315/1316) и съпругата му Аделхайд фон Арнсберг и Ритберг, дъщеря на граф Лудвиг фон Арнсберг и фон Ритберг († 1313) и Пиронета (Петронела) фон Юлих († 1300). Сестра е на Хайнрих II († 1337), 9-ият граф на Вианден 1316 – 1337, който се жени 1336 г. за Мари Дампиер († 1357), дъщеря на Йохан I Дампиер, граф на Намюр.

## Фамилия
Аделхайд се омъжва на 23 декември 1331 г. за граф Ото II фон Насау-Диленбург († 1351) от род Насау-Зиген. Те имат четири деца:
- Йохан I, граф на Насау-Диленбург (1339 – 1416)
- Хайнрих († 1402)
- Ото († 1384), каноник в Майнц (1341 – 1384)
- Аделхайд, абатиса в манастир Кепел († 1381)

Като вдовица тя става абатиса на премонстрантския манастир Кепел в Хилхенбах.